# Centro de Investigaciones Agropecuarias
El Centro de Investigaciones Agropecuarias (CIAP) es una unidad funcional del Instituto Nacional de Tecnología Agropecuaria  (INTA). Está dedicado a generar conocimiento y tecnología que permita prevenir o mitigar los efectos sobre la producción agropecuaria y aumentar la eficiencia en la producción animal en el chaco semiárido.

## Unidades
Está compuesto por tres institutos de investigación:
- Instituto de Fisiología y Recursos Genéticos Vegetales (IFRGV)
- Instituto de Investigación Animal del Chaco Semiárido (IIACS)
- Instituto de Patología Vegetal (IPaVe)

## Autoridades
- Director: Alejandro Mario Rago
- Consejeros: Carlos Alberto Biasutti